# CDM Futsal Genova 2020-2021
La voce raccoglie i dati riguardanti la CDM Futsal Genova, squadra di calcio a 5 militante in serie A, nelle competizioni ufficiali del 2020-2021.

## Trasferimenti

### Sessione estiva
| João Carlos Timm        | Aniene         |
| Antonio Molaro          | Arzignano      |
| Ramon Bueno Ardite      | Real Rieti     |
| Jeferson Fernando Titon | Real Rieti     |
| Silon Junior            | Real Rogit     |
| Fabinho                 | Acqua e Sapone |

| Luiz Ricardo Zanella | Elledì Fossano |
| Keko                 | Pistoia        |
| Juanillo             | El Ejido       |
| Christian Luft       | sconosciuto    |
| Andrea Lombardo      | sconosciuto    |

### Sessione invernale
| Michel Sviercoski | Cobà       |
| David Parente     | Viseu 2001 |
| Alejandro Vega    | Cobà       |
| Denis Totošković  | Litija     |
| Fejza Kastrati    | Arzignano  |

| João Carlos Timm        | Bernalda        |
| Ramon Bueno Ardite      | C.M.B.          |
| Jeferson Fernando Titon | Mantova         |
| Renan Pizzo             | Tombesi         |
| Silon Junior            | Or.Sa. Viggiano |
| Fabinho                 | Meta Catania    |

## Prima squadra
| N° | Naz.                  | Ruolo | Sportivo                | Anno       |  |  |
| -- | --------------------- | ----- | ----------------------- | ---------- |  |  |
| 1  | Italia (bandiera)     | POR   | Yuri Pozzo              | 02.03.1992 |  |  |
| 2  | Brasile (bandiera)    | DIF   | Michel Sviercoski       | 30.07.1987 |  |  |
| 3  | Italia (bandiera)     | DIF   | Simone Foti             | 15.11.1997 |  |  |
| 4  | Italia (bandiera)     | UNI   | Andrea Ortisi           | 12.07.1991 |  |  |
| 5  | Brasile (bandiera)    | LAT   | Ramon Bueno Ardite      | 27.09.1984 |  |  |
| 6  | Italia (bandiera)     | DIF   | Ricardo Caputo          | 15.12.1981 |  |  |
| 7  | Portogallo (bandiera) | LAT   | Jonas                   | 24.04.1999 |  |  |
| 8  | Brasile (bandiera)    | DIF   | Eriel Pizetta           | 17.12.1990 |  |  |
| 9  | Brasile (bandiera)    | PIV   | Silon Junior            | 25.06.1985 |  |  |
| 10 | Brasile (bandiera)    | LAT   | Jeferson Fernando Titon | 16.02.1991 |  |  |
| 11 | Brasile (bandiera)    | PIV   | Fabinho                 | 17.03.1990 |  |  |
| 12 | Italia (bandiera)     | POR   | João Carlos Timm        | 11.08.1995 |  |  |
| 14 | Perù (bandiera)       | DIF   | Michael Rivera          | 10.08.1999 |  |  |
| 15 | Italia (bandiera)     | LAT   | Matteo Piccarreta       | 29.07.2000 |  |  |
| 16 | Italia (bandiera)     | POR   | Davide Vignolo          | 30.06.1988 |  |  |
| 17 | Italia (bandiera)     | LAT   | Alejandro Vega          | 12.01.1985 |  |  |
| 20 | Brasile (bandiera)    | LAT   | Renan Pizzo             | 07.12.1991 |  |  |
| 20 | Slovenia (bandiera)   | PIV   | Denis Totošković        | 18.11.1987 |  |  |
| 22 | Italia (bandiera)     | POR   | Raffaele Lo Conte       | 29.07.1999 |  |  |
| 30 | Italia (bandiera)     | LAT   | Antonio Molaro          | 08.04.1998 |  |  |
| 33 | Portogallo (bandiera) | UNI   | David Parente           | 04.12.1986 |  |  |

## Under-19
| N° | Naz.              | Ruolo | Sportivo         | Anno       |  |  |
| -- | ----------------- | ----- | ---------------- | ---------- |  |  |
| 2  | Italia (bandiera) | LAT   | Daniele Manca    | 06.04.2004 |  |  |
| 5  | Italia (bandiera) | LAT   | Andrea Marzano   | 21.12.2003 |  |  |
| 6  | Italia (bandiera) | LAT   | Damiano Floresta | 17.05.2001 |  |  |
| 13 | Italia (bandiera) | LAT   | Daniele Donadio  | 05.10.2001 |  |  |
| 33 | Kosovo (bandiera) | PIV   | Fejza Kastrati   | 04.12.1986 |  |  |